# Hyssia hampsoni
Hyssia hampsoni là một loài bướm đêm trong họ Noctuidae.